# Dario Mangiarotti
Dario Mangiarotti (* 18. prosince 1915 Milán – 9. dubna 2010 Lavagna, Itálie) byl italský sportovní šermíř, který se specializoval na šerm kordem.
Pocházel ze šermířské rodiny. Otec Giuseppe Mangiarotti se účastnil olympijských her 1908, s bratry Edoardem Mangiarottim a Mario Mangiarottim reprezentoval Itálii v třicátých, čtyřicátých a padesátých letech a neteř Carola Mangiarottiová reprezentovala Itálii v sedmdesátých letech v šermu fleretem. Na olympijských hrách startoval v roce 1948 a 1952 v soutěži jednotlivců a družstev. V roce 1952 vybojoval v soutěži jednotlivců stříbrnou olympijskou medaili. Na mistrovství světa v soutěži jednotlivců získal titul mistra světa v roce 1949. S italským družstvem kordistů získal v roce 1948 stříbrnou a v roce 1952 zlatou olympijskou medaili. S družstvem získal celkově čtyři titul mistra světa v letech 1937, 1949, 1950 a 1953.